# Bader al-Mutawa
Bader al-Mutawa (arabisch بدر المطوع, DMG Badr al-Muṭauwaʿ; auch Bader Al Mutwa; * 10. Januar 1985 in Kuwait) ist ein Fußballspieler aus Kuwait. Er ist Rekordnationalspieler seines Landes. Zurzeit spielt er für Al Qadsia Kuwait.

## Vereinskarriere
Bader al-Mutawa spielt seit 2002 für den kuwaitischen Erstligisten Al Qadsia Kuwait, mit dem er neun Mal die nationale Meisterschaft und sieben Mal den nationalen Pokal (Emir Cup) gewinnen konnte. Unterbrochen wurde sein Engagement für den Verein nur durch zwei kurze Leihen nach Katar und Saudi-Arabien.

## Nationalmannschaft
Al-Mutawa spielt seit 2003 für die Kuwaitische Fußballnationalmannschaft und ist aktuell deren Rekordnationalspieler. Von Juni bis August 2021 sowie von Juni 2022 bis März 2023 wurde er von der FIFA als Spieler mit den meisten Länderspielen geführt (196, Stand: 25. März 2023).

## Erfolge

### Individuelle Erfolge
- 2006: Zweitbester Spieler des Jahres in Asien
- 2010: Drittbester Spieler des Jahres in Asien
- 2010: Welttorjäger der IFFHS
- 2010: Torschützenkönig des Golfpokals

### Verein
- Kuwaitischer Meister: 2003, 2004, 2005, 2009, 2010, 2011, 2012, 2014, 2016
- Kuwait Emir Cup: 2003, 2004, 2007, 2010, 2012, 2013, 2015
- Kuwait Kronprinzenpokal: 2004, 2005, 2006, 2009, 2013, 2014
- Kuwait Föderationenpokal: 2008, 2009, 2011, 2013
- Al Kurafi Cup: 2003, 2006
- Kuwait Supercup: 2009, 2011, 2013, 2014
- AFC-Cup: 2014

### Nationalmannschaft
- Golfpokal 2010
- Westasienmeister 2010